# South Miami Heights, Florida
South Miami Heights är en ort (CDP) i Miami-Dade County, i delstaten Florida, USA. Enligt United States Census Bureau har orten en folkmängd på 35 696 invånare (2010) och en landarea på 12,7 km².